# Wapen van Tjerkwerd

Wapen van Tjerkwerd

Het wapen van Tjerkwerd is het dorpswapen van het Nederlandse dorp Tjerkwerd, in de Friese gemeente Súdwest-Fryslân. Het wapen werd in 1969 geregistreerd.

## Beschrijving
De blazoenering van het wapen in het Fries luidt als volgt:
Yn grien trije sulveren puntruten, pleatst 2 : 1, mei in sulveren skyldhaed, biladen mei trije reade pompeblêdden.
De Nederlandse vertaling luidt als volgt: 
In groen drie zilveren puntruiten, geplaatst 2 : 1, met een zilveren schildhoofd, beladen met drie rode pompeblêdden.
De heraldische kleuren zijn: sinopel (groen), zilver (zilver) en keel (rood).

## Symboliek
- Ruiten: ontleend aan het wapen van het geslacht Van Walta dat een stins in het dorp bewoonde.[2]
- Pompeblêdden: staan voor de drooggelegde meren in de omgeving van het dorp.[2]

## Zie ook

Vlag van Tjerkwerd